# Im Auftrag der Liebe
Im Auftrag der Liebe ist ein Film, entstanden unter der Regie von Raam Shetty.
Gedreht wurde er im Jahr 1996 und ist eine indische Filmproduktion.

## Handlung
Die jungen Anwältin Geeta (Sridevi) war mit Major Arjun Singh (Shah Rukh Khan) verheiratet und erwartete ein Kind von ihm. Jedoch wurde Arjuns geliebte Schwester von dem kaltherzigen und tyrannischen Dorfchef Naagraj (Danny Denzongpa) schwer misshandelt, da sie vorhatte im Dorf einen Damm zu bauen, um das Dorf zu erweitern, was seinen Interessen widersprach. Major Arjun Singh griff ein, um seiner Schwester zu helfen. Naagraj, der nebenbei auch der größte Waffenhändler des Landes und von der Geheimpolizei gesuchter Terrorist ist, tötete ihn, was dessen Schwester mitansah und daraufhin den Verstand verlor. Als es zur Gerichtsverhandlung kam, konnte Geetas Schwägerin somit keine klare Aussage machen, weshalb der Mörder freigesprochen wurde. Getrieben von dem Wunsch nach Rache, stößt Geeta im Gefängnis auf fünf Häftlinge, die wegen der Ermordung eines tyrannischen Magistraten, der ihre Mutter vergewaltigt hatte, erhängt werden sollen. Durch ihren Bruder, den Gefängnisaufseher, gelangt Geeta dort hinein und kann mithilfe einer List Kishan, Kevin, Karta, Khan und Kabir befreien. Sie verstecken sich in einem abgelegenen Haus und sind von nun an Geetas persönliche Armee der Rache, die sie darauf trainiert, Naagraj zu besiegen.